# Gladiolus horombensis
Gladiolus horombensis är en irisväxtart som beskrevs av Peter Goldblatt. Gladiolus horombensis ingår i släktet sabelliljor, och familjen irisväxter. Inga underarter finns listade i Catalogue of Life.